# Wspólnota administracyjna Buchloe
Wspólnota administracyjna Buchloe – wspólnota administracyjna (niem. Verwaltungsgemeinschaft) w Niemczech, w kraju związkowym Bawaria, w rejencji Szwabia, w regionie Allgäu, w powiecie Ostallgäu. Siedziba wspólnoty znajduje się w mieście Buchloe. Wspólnota powstała 1 maja 1978.
Wspólnota administracyjna zrzesza jedną gminę miejską (Stadt), jedną gminę targową (Markt) oraz dwie gminy wiejskie (Gemeinde):
- Buchloe, miasto, 12 0766 mieszkańców, 30,71 km²
- Jengen, 2 393 mieszkańców, 33,75 km²
- Lamerdingen, 1 816 mieszkańców, 34,24 km²
- Waal, gmina targowa, 2 181 mieszkańców, 27,94 km²